# 小公子西迪
《小公子西迪》為日本動畫公司製作的《世界名作劇場》系列第14部的動畫作品。改編自英國作家法蘭西絲·霍森·柏納特的作品《小公子》（Little Lord Fauntleroy）。自1988年1月10日播至同年1988年12月25日，全43集。

## 故事概要
住在紐約的布魯克林的西迪(西德瑞克)與慈祥的父母還有被深受住在落後地區朋友的喜愛，愉快的生活著。但是當西迪的父親詹姆斯去世之後。西迪的祖父道林柯特伯爵為了培育西迪作為他的接班人，於是把西迪接到英國來。道林柯特伯爵的教育西迪的方針是要他離母親遠遠的，並且要西迪和他一起生活，但是有著先天的樂觀的心與同情心的西迪用他的方法慢慢的融化他祖父冰冷的心。

## 登場人物與配音員陣容

### 主要人物
西德瑞克‧艾羅爾
配音員：折笠愛
台灣譯名：喜弟
香港譯名：斯路迪　　配音：沈小蘭
主角。通稱：西迪。出生在紐約的樂觀正直少年。非常喜歡棒球，總是做著打棒球的練習。他是個投手。其他還有向釣魚的事情也是很喜歡的，很擅長吹長笛。對於爺爺道林柯特伯爵是個很和藹可親的人，深信不疑。
到了英國後，他被以方特洛伊勳爵 來稱呼他。在英國與爺爺生活的期間，他用他的方法，改變了態度冷酷的爺爺。
詹姆斯‧艾羅爾
配音員：小川真司
西迪的父親。道林柯特伯爵的二兒子，年紀和西迪差不多大時母親就過世。之後在長大時遇見安妮與她一起墜入情網，因為與父親意見不和憤而離家出走。之後在美國做著報紙編輯的工作，對自己的兒子西迪很和善，也告訴西迪教他要好好樂觀的生活下去，然而因為過度勞累罹患心臟病而過勞逝世。享年32歲。
原作中他是道林柯特伯爵的三兒子，大哥是倍維斯，二哥是莫里斯，至於在原作中他也叫西德瑞克。
安妮‧艾羅爾
配音員：宗形智子
香港譯名：亞妮　　配音：龍寶鈿
西迪的母親。從小雙親相繼過世在波士頓的孤兒院生活著，15歲的時候被印度的一對老夫婦收養並在印度生活著。18歲的時候被來印度當時還是海軍士官的詹姆斯認識接受他的求婚，之後她就和詹姆斯一起回美國結婚育有兒子西迪。
原作並未提到她的名字，只以夫人稱呼。

### 美國紐約篇

#### 住在紐約布魯克林的人物
凱薩琳
配音員：佐久間玲
西迪住在紐約時的女性朋友。對西迪就像他的親姊姊一樣，而她也有很任性的時候，對西迪來說是很要好的朋友。
莎拉
配音員：吉田理保子
凱薩琳的母親。丈夫在凱薩琳還小的時候就去世，現在與凱薩琳兩個人一起生活著。也是西迪住著的公寓的管理員。
賽拉斯‧霍布斯
配音員：上田敏也
香港譯名：福布斯　　配音員：陸頌愚
食品雜貨店的老闆。非常討厭貴族，但是他是個非常喜歡棒球的叔叔。
不過在得知西迪有貴族的身分之後並沒有因此而討厭西迪，他對待西迪還是和以前一樣。
麥可
配音員：戶谷公次
艾瑞克的爸爸。在第2話的時候出現，並返回妻兒的身邊，聽說他已經在美國找到工作。
費伊
配音員：鈴木玲子
艾瑞克的媽媽，因為生病在床，而麥克又沒有寄錢回來，為了看病費用，因此只好讓艾瑞克出門去打零工。
狄克‧提普頓
配音員：柴本廣之
以嚓鞋為執業。在詹姆斯過世後非常擔心西迪的事情，是個很善良的年輕人。　
嘉斯頓醫生
配音員：平林尚三
在布魯克林的鎮上的醫生。負責幫生病得詹姆斯診察，並且建議詹姆斯到大醫院做精密的檢查與治療。
嘉斯頓夫人
配音員：坪井章子
嘉斯頓醫生的妻子，在安妮幫詹姆斯去拿藥正要離開時正好回來。在等安妮離開後看到她丈夫愁雲慘霧的，一問之下才知道唐納文醫生告訴嘉斯頓醫生有關詹姆斯的病情。
唐納文醫生
嘉斯頓醫生所推薦詹姆斯去治療心臟方面做精密檢查的醫生，事後他把其報告結果打電話告訴嘉斯頓醫生。
柯爾戴特夫人
配音員：彌永和子
拜託安妮製作宴會用的晚禮服的貴族夫人。個性趾高氣昂也很挑剔安妮所設計的晚禮服，根本不肯領取，反而要安妮道歉。
克莉絲汀
配音員：巴菁子
住在西迪公寓隔壁房間的老婆婆。有一點囉唆，對安妮用縫紉機發出來的聲音她免不了說上幾句，不過其實她是刀子口豆腐心啊！

#### 西迪的朋友與老師
艾瑞克
配音員：伊倉一惠
香港譯名：力克　　配音員：陳永信
西迪住在紐約時的朋友。非常喜歡棒球，又很孝順父母的善良少年。
羅伊
配音員：高山南
西迪住在紐約時的朋友。非常喜歡棒球，具有領導者特質的少年。
鮑伯
配音員：加藤雅子
西迪住在紐約時的朋友。非常喜歡棒球，也非常貪吃。
米奇
配音員：三田友子
西迪住在紐約時的朋友。非常喜歡棒球。
愛麗莎老師
配音員：橫田美春
在紐約的小學裡的老師。她是西迪班上的班導。

#### 早安日報報社的人們
亞歷克
配音員：藤本讓
詹姆斯在早安日報報社工作的主編。覺得詹姆斯是個很好的人，面對詹姆斯的離世位此感到非常難過，之後安妮打算做裁縫工作，他就為安妮介紹柯爾戴特夫人。
莫琳
配音員：向殿麻美
詹姆斯在報社工作的同事的女性編輯人員。在詹姆斯生病的時候帶花來西迪的家探望他。
麥克
配音員：鹽屋浩三
詹姆斯在報社工作的同事的男性員工。對於詹姆斯他非常的尊敬。

### 英國篇

#### 在倫敦遇見的人物
警官
配音員：石森達幸
西迪在倫敦遇見的警察先生。得知西迪是從遙遠的美國而來非常的驚訝。在聽西迪說從西敏宮那邊傳來的鐘聲的塔樓時就為他介紹英國著名的觀光景點大笨鐘。
男孩子
配音員：藤田幹子
正在看駐守在白金漢宮裡的衛兵，而說話的男孩。
女孩子
配音員：西川智佳子
在正看駐守在白金漢宮裡的衛兵，而說話的女孩。

#### 道林柯特伯爵家的人物
威廉‧賀維善
配音員：阪脩
香港譯名：侯祥　　配音員：盧雄
為道林柯特伯爵代勞的顧問律師。
道林柯特伯爵
配音員：渡部猛
香港譯名：多林格伯爵　　配音：周永坤／梁有恒（代配）
詹姆斯的父親，也就是西迪的爺爺，住在英國的伯爵。是一位脾氣不好而且很難以取悅的人，因此讓週遭的人都很敬畏他，但是只有西迪卻是非常喜歡他。腳常常因為痛風而疼痛不已。
他的真名是「約翰‧亞瑟‧莫里努克斯‧艾羅爾」，道林柯特伯爵【Earl of Dorincourt】是家族世世代代傳下來的爵位。
道林柯特伯爵夫人
　　　　　　香港配音：黃鳳英
詹姆斯的母親，也是西迪的奶奶，不過她卻在詹姆斯7歲的時候過世，其肖像畫和安妮十分相似。
倍維斯‧艾羅爾
香港譯名：希維斯
道林柯特伯爵家的大兒子。與二兒子詹姆斯不同，很任性而且還很隨心所欲，但兩兄弟之間感情很好，之後詹姆斯在報紙上得知他去世的消息非常難過。
布麗姬特‧哈里斯
配音員：松井菜櫻子
香港譯名：布莉詩　　配音員：林錦燕
西迪的遠房親戚的女孩。小的時候以貴族的方式被教育著，個性自大又驕傲，總是很壞心眼的對待西迪。
哈里斯夫人
配音員：榊原良子
布麗姬特的媽媽，道林柯特伯爵的遠房親戚。個性自大又驕傲，總是喜歡擺架子，讓西迪吃盡很多苦頭。
萊絲莉‧梅隆
配音員：齊藤昌
香港譯名：美倫夫人　　配音員：陶碧儀
道林柯特伯爵家的女管家。是個很和善的老婆婆，總是很親切地對待西迪。
傑佛遜
配音員：北村弘一
香港譯名：捷福遜　　配音員：龔祖澤
道林柯特伯爵家的管家。長年服侍著道林柯特伯爵家，總是為道林柯特家的繁榮與衰敗的事情而煩惱著。
佛羅倫斯
配音員：有本欽隆
道林柯特伯爵家的馬車夫。他與羅倫斯一起到道林柯特車站迎接西迪。
羅倫斯
配音員：佐藤正治
道林柯特伯爵家的馬車夫。他與佛羅倫斯一起到道林柯特車站迎接西迪。
路克
道林柯特伯爵家的廚師長。
珍‧修特
配音員：山田榮子
香港配音：潔恩　　配音員：黃鳳英
西迪的專屬女傭。她個個性非常和善，對於自己能被提拔為西迪的專屬女傭，她感到相當高興。
男
配音員：佐藤正治
道林柯特伯爵家的傭人，在西迪不見時幫忙在宅邸尋找他，名字不詳。
湯瑪斯
配音員：佐藤正治
道林柯特伯爵的傭人，伯爵的專屬佣人，在他用餐的時候在一旁等候著。
傭人
配音員：小野健一
道林柯特伯爵家的傭人，西迪在用餐的時候在一旁等候著，吃過西迪請他吃的鱒魚，名字不詳。
比利
道林柯特伯爵家的傭人，是個帶著眼鏡，瘦瘦高高的男人。
琳達
道林柯特伯爵家的女傭。
男
配音員：辻谷耕史
道林柯特伯爵家的傭人。

#### 安妮住在柯特小屋的人們
愛麗絲
配音員：高木早苗
在柯特小屋照料安妮身邊事物的女傭。
凱蒂
配音員：島美彌子
香港譯名：　　　　配音員：黃鳳英
在柯特小屋照顧安妮飲食起居的老婆婆。不過她有點重聽，所以對她說話必須大聲點。有一孫女珂琪。
珂琪
配音員：堀江美都子
香港譯名：嘉琪　　配音員：林錦燕
凱蒂的孫女，是個5歲的小女孩。出生時母親早已過世，2歲時父親因為發生事故而離世。因此與和奶奶凱蒂相依為命。

#### 教導西迪學習的老師們
張伯倫‧衛斯特萊克
配音員：山田俊司
西迪的家庭教師。負責教導西迪騎馬、網球、游泳和打馬球等等的所有體育科目的老師。
伊麗莎白‧崔西
配音員：鵜飼留美子
西迪的家庭教師。負責教導西迪歷史、拉丁文、數學的老師。
威爾金斯
配音員：島田敏
照顧西迪的馬匹的傭人。總是很細心的照料著，在西迪的邀約下也讓他對棒球產生好感。

#### 村子裡的人們
毛丹特祭司
配音員：峰惠研
教會的祭司。為幫助村裡貧窮的人們而工作著。
牛維克
配音員：鄉里大輔
被道林柯特伯爵任命管理領地的人。他在道林柯特伯爵面前拍著馬屁，但是對於領地的小佃農卻在那邊作威作福，是個看都會覺得討人厭的傢伙。
希金斯
配音員：澤木郁也
住在道林柯特伯爵領地的愛奇農場的希金斯家族的當家。因為孩子罹患猩紅熱，而自己的身體又欠佳至不能工作也無法繳納小佃農的田租。
阿嘉莎・希金斯
配音員：安藤渚
希金斯的妻子，對於牛維克說這是伯爵大人的命令，她覺得很不講理也很討厭牛維克。
黛布兒
配音員：中野聖子
珍的姊姊。在村子裡經營著麵包店的老闆娘。與珍不同，個性比較剛強。
唐娜
配音員：佐藤智惠
來黛布兒的麵包店買麵包的婦女，對於道林柯特伯爵的孫子沒有好感，覺得西迪以後會變的和他一樣冷酷無情。
美雅麗
配音員：佐佐尾幸
來黛布兒的麵包店買麵包的婦女，對於西迪說道林柯特伯爵很和善又很親切覺得很好笑。她當場和黛布兒與唐娜一起笑起來，不太相信那個冷酷無情的伯爵會有這種表現。
貝爾夫人
珂琪為西迪介紹，在村子裡開婦女用品店的伯母，說話很長舌，常常一說就沒完沒了也對自己的丈夫不留顏面。
史密斯小姐
珂琪為西迪介紹，在村子裡開裁縫店的女子，在原作中她為史密夫小姐。
珀金斯小姐
珂琪為西迪介紹，在村子裡開帽子店的女子，在原作中是史密夫小姐的朋友。
金姆西
珂琪為西迪介紹，在村子裡開藥房的男子，原作中他其實還有一個妻子，不過妻子並沒有登場。
彼得
配音員：鈴木三枝
住在村子裡的少年。在村子裡是頭號淘氣的小子，對西迪非常的親切，與父親一住在厄爾斯考特。
雷克斯醫生
配音員：銀河萬丈
村子裡一個醫生。西迪摔下馬失去意識的時候前來幫他診治的醫生。

#### 住在厄爾斯考特的人們
哈特爾
配音員：潘惠子
因為腳受傷而被西迪幫助的少年。住在厄爾思考特的破爛房屋裡面。
伊爾瑪
配音員：片岡富枝
哈特爾的媽媽，是個個性很溫和的伯母。
羅斯可
配音員：田口昂
哈特爾的爸爸，是個很喜歡開玩笑的伯伯。
露西兒
配音員：鳳芳乃
住在厄爾斯考特的開朗的老婆婆。因為生病所以安妮每天都去慰問她。
道格拉斯
配音員：津田英三
露西兒的丈夫，是個老是擔心人的老爺爺，他很感謝安妮每天到厄爾斯考特來，照顧他們這些貧窮的人們。
泰德
配音員：柳澤三千代
哈特爾的朋友，和麥克在一起，對於西迪他說他的爺爺是個魔鬼伯爵。
麥克
配音員：佐藤智惠
哈特爾的朋友，和泰德在一起，對於西迪他說他的爺爺是個魔鬼伯爵。
羅迪
配音員：柳澤三千代
哈特爾的朋友，和泰德和麥克在一起，對於西迪他說他的爺爺是個魔鬼伯爵。
蘿西
配音員：柳澤三千代
住在厄爾斯考特的少女，在珂琪大叫救命時被她聽到。之後她就告訴追過來的彼得他們一行人，有一隻貓追著一輛載著貨物的馬車。她的名字在片尾並未被標記，其配音員聽說與「羅迪」的相同。

#### 村子裡的壞蛋
賀林頓
配音員：島香裕
和牛維克打算一起販賣建築材料到黑市，並且從中謀取暴力的壞蛋。
尼克
配音員：鈴木親信
出名的壞蛋。與牛維克和賀林頓一起連手打算偷取建築用的材料。
強尼
出名的壞蛋。與牛維克和賀林頓一起連手打算偷取建築用的材料。

#### 與伯爵和西迪相關的其他人
康絲坦西亞‧羅里戴爾
配音員：水城蘭子
道林柯特伯爵的妹妹，對西迪來說是姑婆，不過她覺得西迪叫她姑婆太正式，所以希望西迪叫她姑奶奶就好。自從嫁到羅里戴爾男爵家以來已有三十五年的時間沒有回來道林柯特。她是個對西迪非常親切的老婆婆，但對於她哥哥要西迪與安妮分開生活覺得非常可憐也很不忍心。
哈利‧羅里戴爾
配音員：永井一郎
康絲坦西亞的丈夫。老是沉默寡言的幾乎不說話。對於西洋棋非常有興趣。
明娜‧提普頓
配音員：增山江威子
香港譯名：米娜　　配音員：譚淑英
自稱是倍維斯的妻子的女性。實際上是看準道林柯特伯爵家的財產。是個喜歡氣勢凌人的壞女人。
湯姆‧提普頓
配音員：近藤玲子
明娜的孩子。他被稱為是倍維斯的孩子，其實他是班的孩子個性害羞又怕生。
班傑明‧提普頓
配音員：屋良有作
香港譯名：卡頓　　配音員：葉少榮
狄克的哥哥。通稱：班。七年前與明娜結婚，因為明娜覺得他太窮所以帶著湯姆離開，他與明娜再次見面的地方是在道林柯特伯爵家。

### 登場的動物們
道格爾
道林柯特伯爵飼養的狗。看起來很恐怖，但是其實是個性非常溫和的狗。品種貌似大丹狗。
萊拉
珂琪所飼養的貓咪。總是喜歡惡作劇。
西利姆
道林柯特伯爵的馬。顏色是深褐色的膚色。
小王子
道林柯特伯爵送給西迪的白馬。西迪將牠命名為小王子。
辛蒂
在馬戲團裡會算數的聰明犬。珂琪與西迪在看到牠這個舉動之後，就分別要去教導萊拉與道格爾牠們學會算數。

## 主題歌、插入歌
- 片頭曲『我們的西迪』(第1話~第43話)
  - 作詞：山上路夫、歌：西田光、作曲：森田公一、編曲：大谷和夫
- 片尾曲『這是為了愛個人』(第1話~第43話)
  - 作詞：山上路夫、歌：西田光、作曲：森田公一、編曲：大谷和夫
- 插入歌『你是我朋友』
  - 作詞：伊藤明、歌：折笠愛、作曲：森田公一、編曲：大谷和夫

## 標題播映表
| 話數 | 副標題                             | 播映日         | 腳本     | 分鏡     | 演出     | 作畫監督   |
| ---- | ---------------------------------- | -------------- | -------- | -------- | -------- | ---------- |
| 1    | 紐約是我的家園！                   | 1988年1月10日  | 石森史郎 | 楠葉宏三 | 楠葉宏三 | 島田英明   |
| 2    | 我有個爺爺！！                     | 1988年1月17日  | 石森史郎 | 楠葉宏三 | 楠葉宏三 | 島田英明   |
| 3    | 爺爺是壞人？                       | 1988年1月24日  | 石森史郎 | 楠葉宏三 | 楠葉宏三 | 本木久年   |
| 4    | 我什麼都不知道！                   | 1988年1月31日  | 石森史郎 | 楠葉宏三 | 楠葉宏三 | 前田英美   |
| 5    | 不要死啊！爸爸！                   | 1988年2月7日   | 石森史郎 | 楠葉宏三 | 楠葉宏三 | 島田英明   |
| 6    | 媽媽，我不會哭的！                 | 1988年2月14日  | 石森史郎 | 池野文雄 | 楠葉宏三 | 山崎登志樹 |
| 7    | 我要保護媽媽！                     | 1988年2月21日  | 石森史郎 | 楠葉宏三 | 楠葉宏三 | 本木久年   |
| 8    | 媽媽絕對沒有錯！                   | 1988年2月28日  | 石森史郎 | 楠葉宏三 | 楠葉宏三 | 島田英明   |
| 9    | 媽媽…病倒了！                      | 1988年3月6日   | 石森史郎 | 池野文雄 | 楠葉宏三 | 山崎登志樹 |
| 10   | 不要！！我才不想要去英國！         | 1988年3月13日  | 石森史郎 | 楠葉宏三 | 楠葉宏三 | 藤井裕子   |
| 11   | 騙人！！我怎麼可能會是個貴族！     | 1988年3月20日  | 石森史郎 | 黑田昌郎 | 楠葉宏三 | 島田英明   |
| 12   | 再見了！！我的家園紐約！           | 1988年3月27日  | 石森史郎 | 池野文雄 | 楠葉宏三 | 本木久年   |
| 13   | 為什麼要和媽媽分開生活呢？！       | 1988年4月10日  | 石森史郎 | 楠葉宏三 | 楠葉宏三 | 山崎登志樹 |
| 14   | 猛犬道格爾是我的朋友！！           | 1988年4月17日  | 石森史郎 | 池野文雄 | 楠葉宏三 | 島田英明   |
| 15   | 不可以說媽媽的壞話！！             | 1988年4月24日  | 石森史郎 | 楠葉宏三 | 楠葉宏三 | 藤井裕子   |
| 16   | 珂琪是個淘氣的女孩子！！           | 1988年5月1日   | 石森史郎 | 楠葉宏三 | 楠葉宏三 | 櫻井美知代 |
| 17   | 好高興！終於可以和爺爺見面了！！   | 1988年5月8日   | 石森史郎 | 池野文雄 | 楠葉宏三 | 賀川愛     |
| 18   | 爺爺！我是西迪！！                 | 1988年5月15日  | 石森史郎 | 池野文雄 | 楠葉宏三 | 島田英明   |
| 19   | 能夠騎馬真的是太棒了！             | 1988年5月22日  | 石森史郎 | 池野文雄 | 楠葉宏三 | 山崎登志樹 |
| 20   | 好吃嗎？釣魚高手的禮物！！         | 1988年5月29日  | 石森史郎 | 黑田昌郎 | 楠葉宏三 | 島田英明   |
| 21   | 四葉幸運草帶來的勇氣！             | 1988年6月5日   | 石森史郎 | 黑田昌郎 | 楠葉宏三 | 賀川愛     |
| 22   | 西迪引發的奇蹟！！                 | 1988年6月12日  | 石森史郎 | 楠葉宏三 | 楠葉宏三 | 山崎登志樹 |
| 23   | 絕對不可以讓他與母親見面！！       | 1988年6月19日  | 石森史郎 | 黑田昌郎 | 楠葉宏三 | 島田英明   |
| 24   | 爺爺討厭美國人的信！               | 1988年6月26日  | 石森史郎 | 池野文雄 | 楠葉宏三 | 山崎登志樹 |
| 25   | 未來名君西迪的第一份工作！         | 1988年7月3日   | 石森史郎 | 楠葉宏三 | 楠葉宏三 | 賀川愛     |
| 26   | 摔下馬！受重傷！？都是我不好！     | 1988年7月10日  | 石森史郎 | 黑田昌郎 | 楠葉宏三 | 島田英明   |
| 27   | 總有一天我會成為道林柯特伯爵！     | 1988年8月14日  | 石森史郎 | 池野文雄 | 楠葉宏三 | 山崎登志樹 |
| 28   | 打棒球囉！伯爵對西迪！             | 1988年8月21日  | 石森史郎 | 齊藤博   | 楠葉宏三 | 島田英明   |
| 29   | 伯爵生氣了，叫牛維克過來！！       | 1988年8月28日  | 石森史郎 | 辻伸一   | 楠葉宏三 | 賀川愛     |
| 30   | 媽媽生的病由我來治療！             | 1988年9月4日   | 石森史郎 | 黑田昌郎 | 楠葉宏三 | 山崎登志樹 |
| 31   | 爺爺才不會是魔鬼伯爵呢！           | 1988年9月11日  | 石森史郎 | 鈴木孝義 | 楠葉宏三 | 島田英明   |
| 32   | 是真的！這是媽媽的馬車！           | 1988年10月2日  | 石森史郎 | 齊藤博   | 楠葉宏三 | 山崎登志樹 |
| 33   | 奇蹟！反覆無常？伯爵的決心！       | 1988年10月16日 | 石森史郎 | 辻伸一   | 楠葉宏三 | 賀川愛     |
| 34   | 珂琪危險啊！掉落的磚頭！！         | 1988年10月23日 | 石森史郎 | 齊藤博   | 楠葉宏三 | 島田英明   |
| 35   | 救命啊！西迪，消失的珂琪之謎！     | 1988年10月30日 | 石森史郎 | 齊藤博   | 楠葉宏三 | 山崎登志樹 |
| 36   | 帶我去看馬戲團！村裡的豐年祭       | 1988年11月6日  | 石森史郎 | 鈴木孝義 | 楠葉宏三 | 島田英明   |
| 37   | 我有個姑婆！她是媽媽的夥伴？       | 1988年11月13日 | 石森史郎 | 辻伸一   | 楠葉宏三 | 賀川愛     |
| 38   | 西迪的危機！來自倫敦的消息！！     | 1988年11月20日 | 石森史郎 | 楠葉宏三 | 楠葉宏三 | 山崎登志樹 |
| 39   | 我是冒牌貨？出現了另一個小少爺！   | 1988年11月27日 | 石森史郎 | 楠葉宏三 | 楠葉宏三 | 島田英明   |
| 40   | 我不是小公子！                     | 1988年12月4日  | 石森史郎 | 楠葉宏三 | 楠葉宏三 | 山崎登志樹 |
| 41   | 西迪被盯上了？！壞女人明娜的陰謀！ | 1988年12月11日 | 石森史郎 | 辻伸一   | 楠葉宏三 | 賀川愛     |
| 42   | 明娜的秘密！來自美國的電報！       | 1988年12月18日 | 石森史郎 | 楠葉宏三 | 楠葉宏三 | 島田英明   |
| 43   | 恭喜你！你是名副其實的小公子！     | 1988年12月25日 | 石森史郎 | 楠葉宏三 | 楠葉宏三 | 山崎登志樹 |

## 外部連結
- 互联网电影数据库（IMDb）上《小公子西迪》的资料（英文）